# Ordem do Mérito Desportivo Universitário
A Ordem do Mérito Desportivo Universitário é uma condecoração criada pelo Decreto Nº 52.321 de 5 de agosto de 1962. Tem por finalidade a premiar a pessoas nacionais ou estrangeiras que houverem prestado notáveis serviços aos desportos universitários, ou se tiverem distinguido excepcionalmente como atletas universitários ou dirigentes e atividades desportivas universitárias.